# Bakeriana procurrens
Bakeriana procurrens är en insektsart som beskrevs av Jacobi 1909. Bakeriana procurrens ingår i släktet Bakeriana och familjen dvärgstritar. Inga underarter finns listade i Catalogue of Life.